# Ogień (singel)
Ogień – drugi singel polskiej piosenkarki Natalii Przybysz z jej szóstego albumu studyjnego, zatytułowanego Jak malować ogień. Singel został wydany 25 października 2019.

## Geneza utworu i historia wydania
Utwór napisali i skomponowali Jerzy Zagórski, Jakub Staruszkiewicz, Mateusz Waskiewicz, Natalia Przybysz oraz Patryk Stawiński.
Singel ukazał się w formacie digital download 25 października 2019 w Polsce za pośrednictwem wytwórni płytowej Kayax. Piosenka została umieszczona na szóstym albumie studyjnym Przybysz – Jak malować ogień.
Singel znalazł się w grupie trzydziestu polskich propozycji, spośród których polski oddział stowarzyszenia OGAE wyłaniał reprezentanta kraju na potrzeby plebiscytu OGAE Song Contest 2020. Zdobywając 38 punktów, kompozycja zajęła 23. miejsce w polskich selekcjach.

## Teledysk
Do utworu powstał teledysk w reżyserii Anny Bajorek, który udostępniono w dniu premiery singla za pośrednictwem serwisu YouTube.

## Lista utworów
- Digital download[2]

1. „Ogień” – 5:36